# Edward Martin Emmett

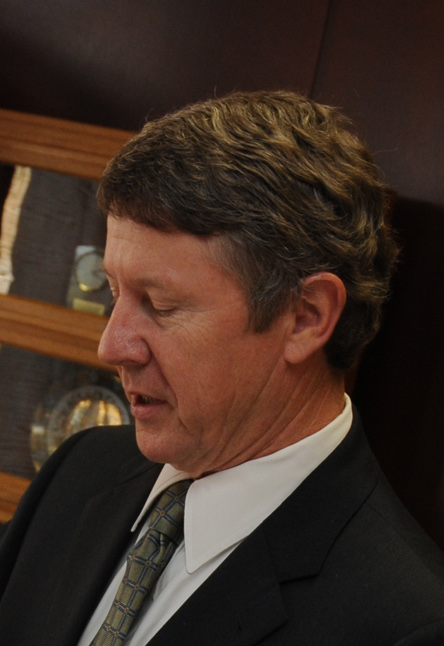
Edward Martin „Ed“ Emmett, 2009

Edward Martin „Ed“ Emmett (geboren am 14. August 1949 in Overton, Texas) ist ein amerikanischer Abgeordneter des texanischen Repräsentantenhauses, Regierungsbediensteter und County Judge.

## Leben
Edward Martin Emmett besuchte die Bellaire High School. Anschließend studierte er von 1967 bis 1971 an der Rice University und legte seinen Bachelor of Arts in Wirtschaftswissenschaften ab. Danach studierte er bis 1974 an der University of Texas at Austin und erlangte einen Master of Arts in Öffentlicher Verwaltung.
1978 wurde er als republikanischer Abgeordneter für den Wahlbezirk 78 (Houston) in das Repräsentantenhaus von Texas gewählt. 1982 gelang ihm die Wiederwahl im nun neu als Wahlbezirk 127 bezeichneten Gebiet. Während seiner Amtszeit vom Januar 1979 bis zum Januar 1987 war er Vorsitzender des Energieausschusses und saß im Verkehrsausschuss. Daneben arbeitete er bis Dezember 1983 im Bereich Marketing und war danach vom Dezember 1983 bis zum Juli 1986 bei der Wirtschaftsförderungsgesellschaft North Houston Association angestellt. Anschließend arbeitete er bis zum Januar 1989 bei der Organisation der Transportkunden der Texas Association to Improve Distribution (TEX-AID). In den Jahren 1986 und 1988 verlor er die Wahlen um einen Sitz in der vor allem für die Regulierung des Öl-, Gas- und Pipelinegeschäftes zuständige Railroad Commission of Texas.
Ab Mai 1989 war er Berater im Verkehrsministerium der Vereinigten Staaten. Im Juni 1989 wurde er von US-Präsident George Bush für den Sitz von Frederic N. Andre in der Interstate Commerce Commission nominiert. Nach seiner Bestätigung durch den Senat der Vereinigten Staaten trat er am 21. November 1989 seine bis zum 31. Dezember 1992 währende Amtszeit an. Er trat am 5. November 1992 vorzeitig zurück. Als sein Nachfolger wurde kommissarisch Gregory S. Walden ernannt.
Von 1994 bis 2003 leitete er die National Industrial Transportation League, die nationale Interessenvertretung der Transportkunden. Anschließend war er als Wirtschaftsberater in der Verkehrswirtschaft aktiv.
Nachdem Robert Eckels von seinem Posten als „county judge“ (vergleichbar eines deutschen Landrates) des Harris County mit Sitz in Houston  (drittgrößter County der vereinigten Staaten) zurückgetreten war, übernahm Ed Emmett am 6. März 2007 diese Position kommissarisch. 2008 wurde er für den Rest der vierjährigen Amtszeit gewählt. 2010 und 2014 gelang ihm die Wiederwahl gegen demokratische Kontrahenten.
Ed Emmett ist verheiratet und hat vier Kinder.